# Mercedes 12/16 PS
La Mercedes 12/16 PS était le modèle frère de la Mercedes 8/11 et la variante commerciale dérivée de la voiture de course Mercedes 35 CV, conçue par Daimler-Motoren-Gesellschaft, du constructeur allemand Mercedes, commercialisée de 1901 à 1902.

## Historique

### Conception
En 1901, l’ingénieur en chef Balz et Wilhelm Maybach, conçoivent la Mercedes 12/16 CV suivie de la Mercedes 8/11 CV sur la base de leur expérience avec la Mercedes 35 CV, qui révolutionne l’automobile. Les consommateurs devaient recevoir une voiture confortable selon la nouvelle « norme ». Ils ont décidé de dériver une voiture simple et plus rentable de la voiture de course Mercedes 35 CV. À cette fin, des moteurs moins chers ont été installés dans les véhicules.
Emil Jellinek vend ces voitures sous le nom de sa fille Mercedes, dont il dépose le nom de marque en 1902. La première Mercedes 12/16 lui a été livrée le 22 mars 1901. La Mercedes 8/11 possède les mêmes caractéristiques modernes que celles déjà présentes sur la 35 ch, telles que le radiateur en nid d’abeille, la boîte de vitesses à quatre vitesses, l’accélérateur au pied, le système d’allumage électrique à aimant basse tension de Robert Bosch et une structure en acier embouti.

## Spécifications
Le moteur à quatre cylindres, un M 911104, avait un alésage de 91 mm et une course de 110 mm. Il était classé avec 12 ch fiscaux et produisait 16 ch. Un carburateur à piston / boîte était responsable de la formation du mélange. Les soupapes étaient disposées latéralement dans la disposition dite en T. Une pompe à eau et le refroidisseur en nid d’abeille assuraient le refroidissement du moteur. La lubrification à l’huile a été mise en œuvre avec une lubrification par immersion et des graisseurs goutte à goutte. Le moteur était démarré au moyen d’une manivelle. Le moteur monté à l’avant transmettait la puissance aux roues arrière via des chaînes. Le cadre a été conçu comme un profilé en U en acier embouti. Pour gagner du poids, le cadre avant a été rétréci à partir des pédales du compartiment moteur afin que le moteur y soit boulonné directement. Cette mesure a permis de sauver le sous-châssis moteur habituel. Le centre de gravité du véhicule pourrait également être abaissé en conséquence. Une toute nouvelle conception était l’embrayage à ressort à réajustement automatique. Une autre innovation était le levier guidé par un seul levier dans un engrenage de changement de vitesse pour actionner la boîte de vitesses à quatre rapports et la marche arrière. Le boîtier de direction à vis sans fin avec une forte inclinaison et des essieux directeurs positionnés loin vers l’extérieur a durablement atténué les chocs de direction sur les routes en mauvais état. Le frein à pied agissait sur l’arbre d’entraînement du différentiel. Le frein à main agissait sur les roues arrière. L’empattement était de 2325 mm et la largeur de voie avant et arrière était de 1400 mm. Les pneus pneumatiques étaient montés sur des jantes à rayons en bois.

## Chiffres de production Mercedes 12/16 CV
| Année             | 1901 | 1902 | total |
| ----------------- | ---- | ---- | ----- |
| Mercedes 12/16 CV | *    | *    | *     |

 Les chiffres de production du Mercedes 12/16 CV ne sont pas documentés. Une estimation peut être faite via la production annuelle documentée moins les véhicules, dont certains ont été proposés en parallèle. Lors de l’estimation des chiffres de production, il faut tenir compte du fait que la Mercedes 12/16 CV était déjà disponible en mars 1901, tandis que la Mercedes 8/11 CV n’était disponible qu’à partir d’août 1901,.
| Année                                   | 1901 | 1902 | total |
| --------------------------------------- | ---- | ---- | ----- |
| Paul-Daimler Wagen                      | 2    | 1    | 3     |
| Mercedes 35                             | 35   | 0    | 36    |
| Mercedes 8/11                           | *    | *    | *     |
| Mercedes Simplex 18/22                  | *    | *    | *     |
| Mercedes Simplex 28/32                  | *    | *    | *     |
| Mercedes Simplex 38/40                  | *    | *    | *     |
| Mercedes Simplex 60                     | 0    | *    | *     |
| Production automobile Daimler 1897-1902 | 144  | 197  |       |